# SINoALICE
SINoALICE (яп. シノアリス синоарису) — ролевая компьютерная игра, разработанная Pokelabo для Android и IOS. Режиссёром игры является Ёко Таро, более известный своими работами в серии NieR и Drakengard. Игра была выпущена в Японии компанией Square Enix в июне 2017 года. Компания Nexon запланировала издать игру для всего мира в конце 2019 года, но выход игры был отложен до 1 июля 2020 года, в итоге игру издал сам разработчик.

## Разработка
Музыку к игре записали Кэйити Окабэ, Кэйго Хоаси и Сётаро Сэо.